# L'indignato speciale
L'indignato speciale è un programma radiofonico, in onda la domenica mattina dalle 9 alle 11 su RTL 102.5, condotto da Barbara Sala, Enrico Galletti, Luigi Santarelli, Andrea Pamparana e Davide Giacalone. Il titolo del programma è ispirato all'omonima rubrica del TG5, il telegiornale della rete ammiraglia Mediaset. Il programma nasce nel gennaio 1998 con la conduzione di Andrea Pamparana e Roberto Arditti, a cui sono stati affiancati nel tempo, prima il direttore della redazione di RTL 102.5 Luigi Tornari, poi Massimo Discenza e dal 2004 Fulvio Giuliani. Nei primi cinque anni ogni settimana c'erano grandi ospiti che si confrontavano con gli ascoltatori. Poi si è deciso di lasciare interamente lo spazio alle telefonate degli ascoltatori. Da settembre 2008 al posto di Roberto Arditti c'è Davide Giacalone.
È anche in radiovisione sul canale 736 di Sky e sul canale 36 del digitale terrestre, e della piattaforma Tivùsat.